# Gyude Bryant
Pour les articles homonymes, voir Bryant.
Charles Gyude Bryant, né le 17 janvier 1949 et mort le 16 avril 2014 à Monrovia, est un homme politique libérien, qui est président du gouvernement transitoire du 14 octobre 2003 au 16 janvier 2006.

## Biographie
C'est un homme d'affaires, mais aussi le fondateur d'un parti politique au milieu des années 1980, le Liberia Action Party (LAP), dont il est devenu le président en 1992, deux ans après le début de la première guerre civile libérienne. 
Il est désigné président en octobre 2003 par l'assemblée intérimaire de 76 membres mise en place par l'accord de paix d'Accra qui a mis fin à la deuxième guerre civile libérienne. Il succède à Moses Blah, à qui Charles Taylor avait transmis le flambeau de la présidence avant de démissionner, en tant que vice-président. Et Charles Bryant est resté président du Liberia pendant la transition jusqu'aux élections présidentielles de fin 2005 prévues par ce même accord de paix.
Le 27 février 2007, il est inculpé de corruption pour avoir détourné un million trois cent mille dollars. Il est alors libéré après avoir payé une caution de trois millions neuf cent mille dollars.